# ジャズ娘乾杯!
『ジャズ娘乾杯!』（ジャズむすめかんぱい）は、1955年に公開された井上梅次監督の日本映画。
宝塚映画による本格ミュージカルで、監督の井上梅次と共同で脚本を執筆した高木史郎は宝塚歌劇団所属である。

## あらすじ
曲芸師タニマン（伴淳三郎）の3人の娘は歌と踊りが好きでミュージカル女優を志していたが、タニマンは娘たちの夢を許さなかった。
そのタニマンは眼病を患ったことで（芸に陰りが出て）都会で興行を続けられなくなり、地方を巡る旅巡業に出ることになってしまった。三人娘は姉妹で話し合い、父タニマンの巡業に末娘の美子（雪村いづみ）が同行することになる。
父と末妹を送り出して都会に残った2人の姉は緑ケ丘映画に所属する助監督の昭ちゃん（中山昭二）と楽隊屋のフラさん（フランキー堺）を訪ね、エキストラ端役の仕事を得た。しかし旅先の父を安心させるため、嘘をついてニュースキャスターに抜擢されたと告げていたものの、その後タニマンはとうとう目の病気が原因で曲芸に失敗してしまった。
娘2人は名医に見せるからと無理に父らを旅先から呼び戻したものの、父には自分たちが本当は端役しか演じていない現実を知らせられずに抜擢の嘘をつき通してしまう。しかし、偶然知り合った眼科医が手術すればタニマンの眼病は全快すると保証したため、昭ちゃんやフラさんらの知り合いたちが協力してやっとのことで手術費用を集めきり、タニマンは眼病治療手術をうけることができた。
その父タニマンが全快するまでの2週間の間にほんとうに有名にならなければ、と娘2人は焦り出したが、その様子を眺めていたタニマンは娘たちがついた嘘を看過してしまった。
ちょうどその頃、娘たちが勤めていた緑ケ丘映画の映画製作部では進めていた企画混乱により封切りが間に合わない作品が出てしまい、穴埋めのために別作品が社長以下幹部の前で試写されることになっていた。その社長が試写した作品こそが、3人娘が出演し昭ちゃんフラさんグループが映画会社で出た半端フィルムを使って低予算で製作した「黄色いマフラー」だった。社長は映画の出来を気に入り、そのまま映画製作が続行されることになって、3人娘とフラさんは映画デビューの新聞記事に載った。
手術から2週間が経過し、タニマンの目は眼科医が言った通り全快したものの、タニマンは娘たちのついた嘘を暴くのが忍びないと未だ眼病の影響で目が見えない振りを続けていた。しかし、娘たちが本当に銀幕スターになった事実を医者に告げられたタニマンは、大喜びで娘たちが揃っているはずの撮影現場へ駆け出していったのだった。

## スタッフ
以下のスタッフ名はKINENOTEに従った。
- 監督 - 井上梅次
- 脚本 - 井上梅次、高木史郎
- 撮影 - 遠藤精一
- 美術 - 西七郎
- 音楽 - 多忠修、河村篤二
- 録音 - 西尾昇
- 照明 - 岸本万平

## キャスト
以下の出演者名と役名はKINENOTEに従った。
- 伴淳三郎 - 曲芸師タニマン
- 寿美花代 - 長女高子
- 朝丘雪路 - 次女待子
- 雪村いづみ - 末女美子
- 中山昭二 - 助監督の昭ちゃん
- フランキー堺 - 楽隊屋のフラさん
- 羽鳥永一 - 振付師のバラ公
- 柳沢真一 - フキカエの真ちゃん
- 寺島正 - キャメラ助手の寺さん
- 高英男 - フメン屋の英さん
- ペギー葉山 - スクリプターの夏ちゃん
- 藤原釜足 - 眼医者の吉田博士
- トニー谷 - 近江監督
- 寺島雄作 - 永井社長
- 江利チエミ - 令嬢アケミ
- 浦島歌女 - 女優夕暮時子
- 桜間文子 - 「青い鳥」のママさん
- 有木山太 - 新井プロデューサー
- 山田周平 - 白石プロデューサー